# Nybelinia lingualis
Nybelinia lingualis är en plattmaskart som först beskrevs av Cuvier 1817.  Nybelinia lingualis ingår i släktet Nybelinia, och familjen Tentaculariidae. Arten är reproducerande i Sverige.